# Jubé de l'église Saint-Envel de Loc-Envel
Le jubé de l'église Saint-Envel à Loc-Envel, une commune du département des Côtes-d'Armor dans la région Bretagne en France, est un jubé datant du XVIe siècle. Il est classé monument historique au titre d'objet depuis le 1er mai 1911. 

## Description
Ce jubé en bois a été déplacé en bas de la nef pour faire une tribune, à l'époque post-tridentine, le concile ayant prôné l'ouverture des chœurs clos sur la nef afin de permettre aux laïcs une meilleure participation à l'eucharistie.
Il possède des panneaux ajourés. Une partie des grilles de ce petit monument forme la clôture des fonts baptismaux. Le jubé présente trois styles différents. Les panneaux de la tribune et les baies du côté subsistant de la clôture sont de style gothique flamboyant. Les pilastres et les meneaux à décor d'écailles ou de rosettes, les nids-d'abeilles et les torsades des colonnes, de style Louis XIII, sont inspirés des décorations du château de Blois. Les panneaux de soubassement, où l'on reconnaît de fins oiseaux affrontés, des vases, des candélabres, des arabesques, datent de l'époque de la Renaissance italienne et sont l'œuvre  d'un atelier morlaisien.